# Bolevecká katastrofa

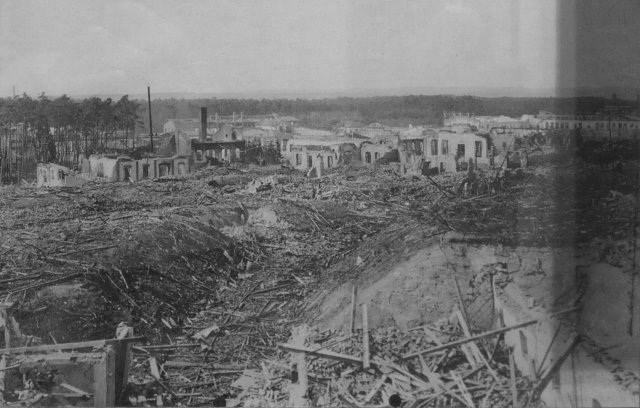
Následky výbuchu

Bolevecká katastrofa je označení pro tragický výbuch v muniční továrně Škodových závodů v Bolevci u Plzně, ke kterému došlo 25. května 1917. Vyžádal si více než 200 obětí na životech a několik tisíc zraněných.

## Munička

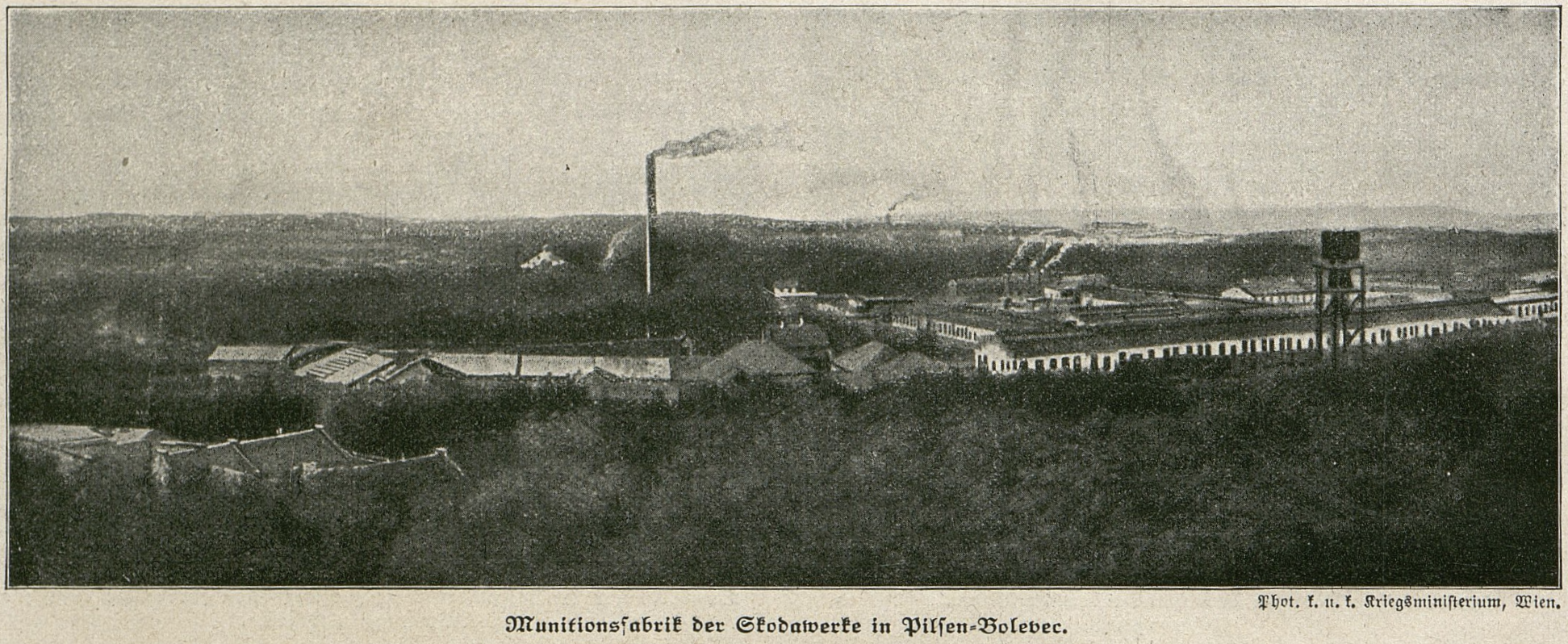
Muniční továrna Škoda v Bolevci (asi roku 1917)

Muniční továrna „Střílna“ se nacházela na sever od Plzně (v současnosti[kdy?] zde stojí podnik Škoda JS).
Od roku 1901 zde fungovala zkušební střelnice děl, sestavovaných ve Škodovce v centru Plzně a ještě před 1. světovou válkou se tu začala vyrábět také munice. Vlivem stupňujících se nároků 1. světové války se původních pět nebo šest budov se třemi zkušebními palebnými stanovišti rychle rozrostlo v největší muniční továrnu Rakouska-Uherska. Rozvoji napomohla i bezprostřední blízkost železniční trati Plzeň – Žatec, s níž byl areál propojen vlastní železniční vlečkou. Na ploše přes 60 ha vzniklo téměř malé městečko, tvořené 56 budovami – dílnami i skladišti. Nové objekty se stavěly bez úředního povolení, nanejvýš se příslušným institucím stručně oznámila existence již stojící budovy, jednotlivé objekty pak byly stavěny v nedostatečných odstupových vzdálenostech. Celý komplex chránily vysoké hliněné valy (na některých místech i dnes zřetelné), ostnatý drát a kulometné věže.
Téměř 3000 lidí, zejména žen a dospívajících dětí, sem denně přicházelo za prací z širokého okolí. Vyráběli na 50 druhů nábojů ráže 37–305 mm. Ve snaze splnit stále větší požadavky fronty se pracovalo ve velmi rychlém tempu. Kvůli maximálním úsporám se nedodržovaly základní bezpečnostní ani hygienické předpisy: dílny a sklady byly přeplněny surovinami, rozpracovanou i hotovou municí, podobný náklad se hromadil i ve vagonech na závodní vlečce.

## Výbuch

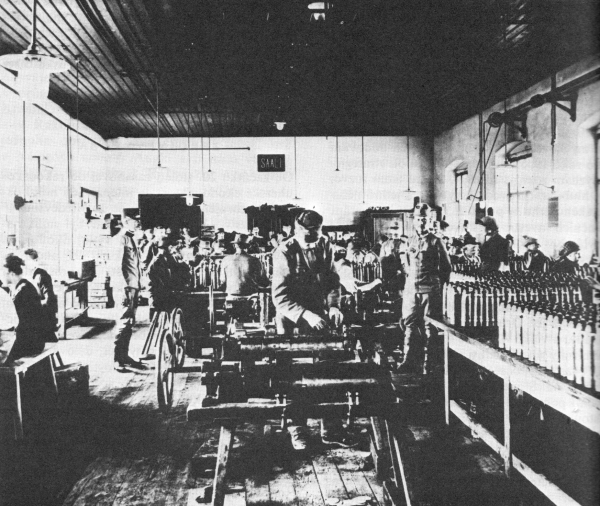
Výroba dělostřeleckých nábojů ve Škodovce

V pátek 25. května 1917 po poledni bylo v bolevecké továrně přítomno 2580 vlastních dělníků (862 mužů a 1718 žen) a 354 lidí, pracujících na stavbách (většinou se jednalo o vojíny, vyslané od pluku ke stavební firmě Alexander). Kromě nich v areálu zůstávali také úředníci Škodových závodů i vojenští důstojníci, dohlížející na kvalitu vyráběného střeliva, 42 maďarských vojáků, 25 četníků jako strážní oddíl a také stálá hlídka městského hasičského sboru z Plzně. V tomto soupisu ovšem není zahrnuto několik desítek haličských Poláků, kteří byli posláni do práce v muničce prozatímně, bez řádně registrace u plzeňských úřadů.
Ve 13:35 došlo k prvnímu silnému výbuchu v baráku číslo 10 – oddělení zapalovačů, zvaném „zündr“ (z německého Zündabteilung). Vše zahalil dým a ohňostroj min, létajících na všechny strany, vyvolával v řetězové reakci exploze dalších objektů. Nastal neskutečný zmatek, když se více než 3000 lidí v panice snažilo uniknout z pekla, hrozícího všudypřítomnými létajícími střepinami. Vstup do areálu byl přitom uzavřen a cesta ven vedla jen přes ohrazení s ostnatým drátem. Někteří dělníci přitom měli štěstí a spásnou myšlenku, když se schovali v tunelu pokusné střílny, aby odtud po několika hodinách ve vhodné chvíli utekli do bezpečí.
Ve 14:10 následoval další silný výbuch.
Ve 14:55 došlo k nejsilnější explozi, když do vzduchu vylétlo skladiště trhavin. Nad muničkou se objevil sloup krvavě zbarveného dýmu hřibovitého tvaru a okolní les zachvátil požár. Vzniklá tlaková vlna byla tak silná, že způsobila značné škody nejen v blízkém okolí (Třemošná, Bolevec, Zruč-Senec), ale až v centru Plzně, vzdáleném více než 6 km. Vytloukla zde mnohá okna i výlohy, vyrazila dveře, kvůli ní také popraskaly zdi některých domů a opadaly omítky. Za měřítko síly výbuchu se pokládají poničená okna Měšťanské besedy a hotelu Waldek (Slovan). Na pět dní byl zastaven provoz na železniční trati z Plzně do Žatce, protože ji zasypaly trosky z továrny i zbytky munice.
Do večera pak následovalo ještě 18 větších explozí, po celou noc se ozývaly rány z jednotlivých nábojů. Munice létala na kilometry daleko, až na Košutku a do Třemošné. Vyděšení obyvatelé okolních obcí se ukrývali v lesích, polích i v lomech. Třemošná byla evakuována. Ustal veškerý život – obchody, školy, úřady i továrny zůstaly v pátek a sobotu zavřené.

## Následky

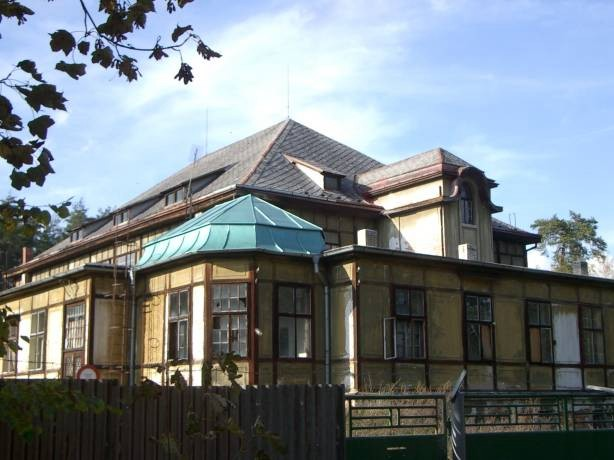
Budova kantýny, která přežila výbuch

Největší muniční továrna v rakouské monarchii se během několika hodin ocitla v troskách. Všechny budovy kromě jedné byly zcela zničeny. Dlouhou dobu však nebylo možné začít s odklízením sutin a vyprošťováním raněných či mrtvých, protože vzduchem stále létaly střepiny z vybuchující munice a jakákoliv neopatrnost mohla lehce způsobit další sérii explozí. I přesto se našlo dost odvážlivců, kteří vyrazili na pomoc.
Již pět minut po prvním výbuchu se na cestu k továrně vydal městský hasičský sbor – náhodou se s nimi svezl i pozdější vyšetřovatel události, policejní komisař Josef Vaňásek, který osobně zachránil několik zraněných. Brzy je následovali také mnozí lékaři, samaritáni a sestry. K místu neštěstí se sbíhali lidé z celého okolí, a tak museli vojáci s četníky uzavřít přístup k továrně, aby zamezili další tragédii (vzhledem k účelu továrny veškeré práce řídily vojenské úřady a plzeňský maršálek Porges zpočátku upřednostňoval uzavření prostoru před záchranou zraněných). Hasiči se snažili zlikvidovat požár, vojáci z plzeňské posádky pročesávali les a zneškodňovali rozptýlené střelivo. Zdravotníci ošetřili na 1000 raněných – popálených, osleplých, bezrukých i beznohých. Obvaziště zřídili v nedaleké dělnické kolonii Orlík, v Třemošné na návsi, v hostinci na Zavadilce při Boleveckém rybníku i na plzeňské radnici. Vážněji raněné lidi rozvezly přistavené vozy do plzeňských nemocnic.
Až druhý den bylo možné naplno zahájit odklízení sutin. I přes veškerou opatrnost zemřelo při záchranných pracích několik desítek dalších lidí následkem dodatečných explozí. Zemřelo také několik dětí, když při svých hrách v následujících týdnech narazily na nevybuchlou munici.
Znetvořené pozůstatky lidských těl byly ukládány do provizorních, narychlo vyrobených rakví. Ty pak byly „vystaveny“ na boleveckém hřbitově i s předměty, nalezenými poblíž mrtvých. Často totiž nebylo možné zjistit identitu obětí, některé byly silným žárem téměř dokonale zpopelněny, v mnoha případech lidé nedokázali určit ani pohlaví zemřelého. Pozůstalí tak museli své příbuzné identifikovat jen na základě zbytků šatstva či obuvi, prstýnků, náušnic a podobně. V některých rakvích pak bylo uloženo více jedinců pohromadě, protože nebylo možné jednoznačně prokázat, komu ostatky patřily a také proto, že z některých obětí zůstaly skutečné nepatrné části.
Přesný počet obětí tak není znám a nelze jej zjistit i z toho důvodu, že po výbuchu shořely veškeré písemnosti včetně seznamu dělníků. Udává se, že mrtvých bylo 202, z toho 33 obětí patnácti- či šestnáctiletých.
Rakouské úřady se zpočátku snažily katastrofu v Bolevci tutlat a první den potlačovaly jakékoliv zmínky v tisku, teprve 27. května 1917 (po dvou dnech od katastrofy) vydala Císařsko–královská tisková kancelář stručnou úřední zprávu, v níž ovšem důsledky výbuchu silně zlehčila (připustila pouhých 13 mrtvých). Také proto se ještě v červnu šířily mezi lidmi různé poplašné zprávy o hrozícím nebezpečí dalších explozí i zvěsti o sabotážích.
Výbuch v boleveckém závodě ohrozil zásobení rakousko-uherské armády střelivem, a proto vedení armády i továrny prosazovala urychlenou obnovu závodu. Plzeňská městská rada se však proti tomuto záměru od počátku ohrazovala a když byly ve Škodových závodech v říjnu roku 1917 projednávány plány na novou výstavbu (soudobé prameny mnohdy mluví o znovuzřízení podle původního projektu), postavila se rozhodně proti. Továrna tak nakonec byla zbudována ve výrazně menším rozsahu.

## Vyšetřování
Vojenské vedení se snažilo vyšetřování vést směrem, který by prokazoval sabotáž a vyvinil by tak z odpovědnosti armádu i vedení muničky, které ve snaze maximalizovat výrobu ignorovaly bezpečnostní předpisy.
Policejní vyšetřování však prokázalo, že na vině bylo právě nedodržování bezpečnostních pravidel na základě tlaku manažerů, zejména ředitele Ing. Rudolfa Thiela, po co nejvyšší výrobě. Munička byla neustále přeplněna hotovými výrobky, polotovary a surovinami – podle svědeckých výpovědí přeživších dělníků se například třaskaviny často skladovaly přímo pod pracovními stoly. Dělníci si tak často stěžovali na problémy s bezpečností a vyjadřovali obavy z toho, že neopatrnost nebo nešťastná náhoda při manipulaci mohou vést k výbuchu. Stěžovali si také na to, že při výrobě nové čtrnácticentimetrové miny o váze 16 kg (které se montovaly právě v baráku 10) se ředitelství snažilo zrychlit a zlevnit výrobu, takže přešli na nový, ale nespolehlivý typ zapalovače, který z miny mohl vypadnout.
Právě v den výbuchu bylo navíc do továrny doručeno několik vagónů trinitrotoluenu, který bylo nutné ihned vyložit, aby mu neuškodila vlhkost – z nedostatku místa byla většina zásilky opět uložena pod pracovními stoly v budově 10. Dopoledně pak mistr Vojtěch Žižka údajně oznámil řediteli Thielovi závadu na jedné mině, ten ovšem jen doporučil vadný kus odložit stranou a odešel na oběd. Netušil, co bude následovat. Za jiných okolností, pokud by byly dodržovány základní předpisy, by výbuch jedné miny zasáhl jen jednu budovu a počet obětí by byl řádově menší – ovšem objekt byl přeplněný hotovou municí i třaskavými surovinami a i ostatní výrobní a skladovací objekty stály v nebezpečné blízkosti. Ze 100 lidí, přítomných v okamžiku výbuchu v budově 10, přežili jen 4 lidé (zemřel i mistr Žižka).
Ředitel závodu Rudolf Thiel byl zatčen a umístěn do vazby, kde však spáchal sebevraždu oběšením dříve, než mohl být vyslechnut. Dodnes tak zůstaly jen spekulace bez možnosti ověření.

## Pohřeb obětí

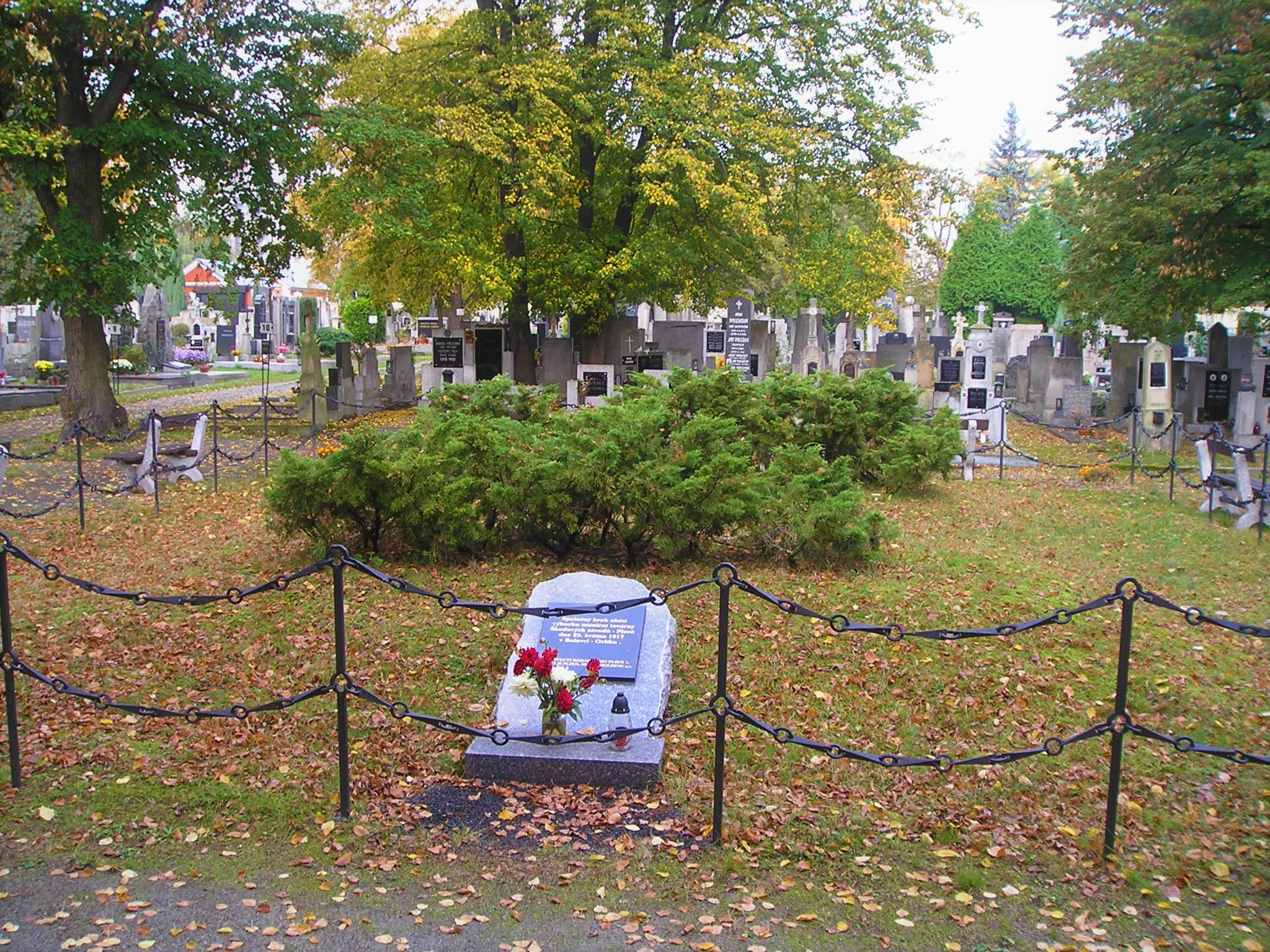
Hromadný hrob obětí výbuchu na boleveckém hřbitově

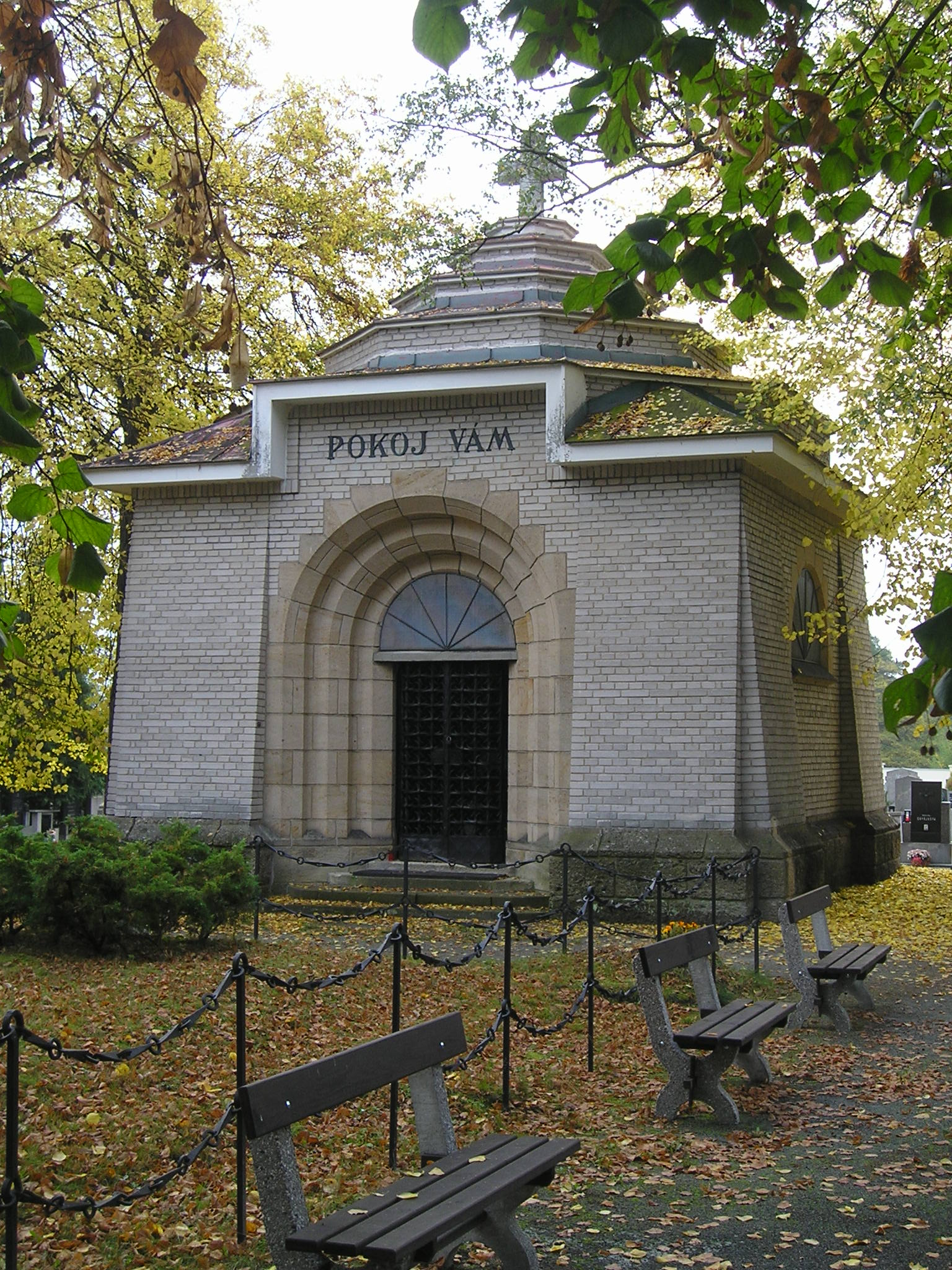
Kaple sv. Vojtěcha na boleveckém hřbitově

29. května se konal společný pohřeb obětí. Na hřbitově v Bolevci byl vykopán hromadný hrob, hluboký 3 m. Do něj se ve dvou řadách naskládalo 53 rakví. Kvůli obavám z nepokojů byl přístup umožněn jen nejbližším příbuzným, spolupracovníkům a úředním osobám, a to na základě zvláštní, jmenovitě vydávané legitimace. Ostatním bránila ve vstupu silná stráž policie a četníků. Nakonec byla donucena pustit alespoň malou delegaci z průvodu Škodováků, která si vymínila krátký projev. Ovšem ani přítomní pozůstalí se nesměli přiblížit až k hrobu. Byl jim vyhrazen prostor u hřbitovní zdi a vojáci je neustále kontrolovali. Jako zástupce císaře se obřadu zúčastnil arcivévoda Karel Albrecht.
V následujících dnech a týdnech pak byly do hrobu ukládány další oběti, nalézané při odklízení trosek i těla lidí, kteří v nemocnicích podlehli svým zraněním. Jáma byla zasypána až v srpnu, kdy obsahovala celkem 143 rakví (tři oběti byly na žádost příbuzných pohřbeny v Třemošné a jedna v Druztové). Škodovy závody sice uhradily náklady na pohřeb, nicméně toto gesto bylo jen malým odškodněním pro pozůstalé a rozhodně nemohlo utišit rostoucí odpor lidí vůči válce i císařské moci, boleveckou katastrofou jen vyhrocený.
Na památku zemřelých dělníků byla v letech 1917–1920 v těsné blízkosti hromadného hrobu postavena kaple sv. Vojtěcha v kubizujícím stylu. Náklady uhradily – stejně jako v případě pohřbu obětí – Škodovy závody. Projekt pro výstavbu vytvořil rakouský architekt Robert Oerlych. Vitrážová okna, zobrazující sv. Václava a sv. Jana Nepomuckého navrhl Vojtěch Hynais.

## Současnost

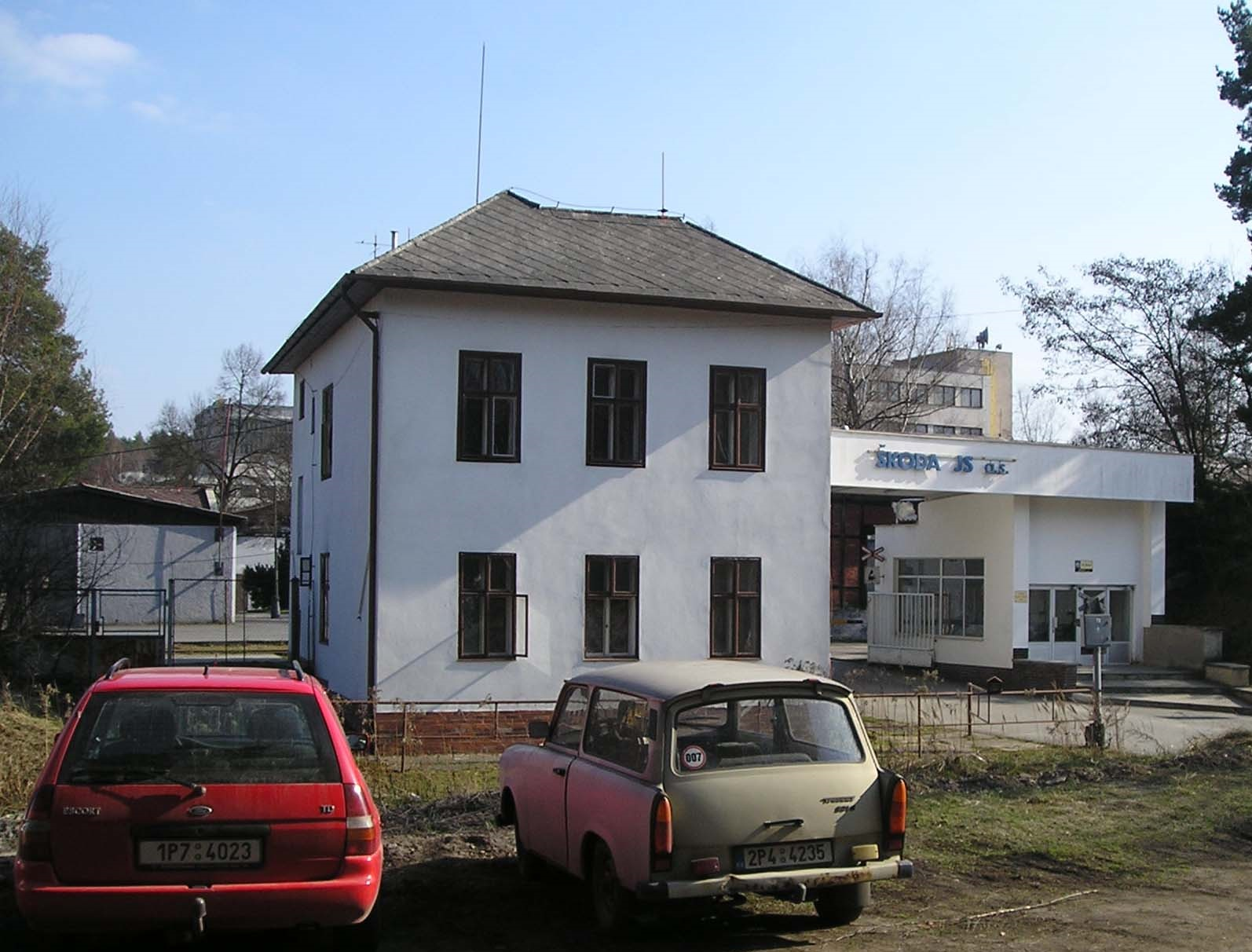
Vstupní brána podniku Škoda JS (2007)

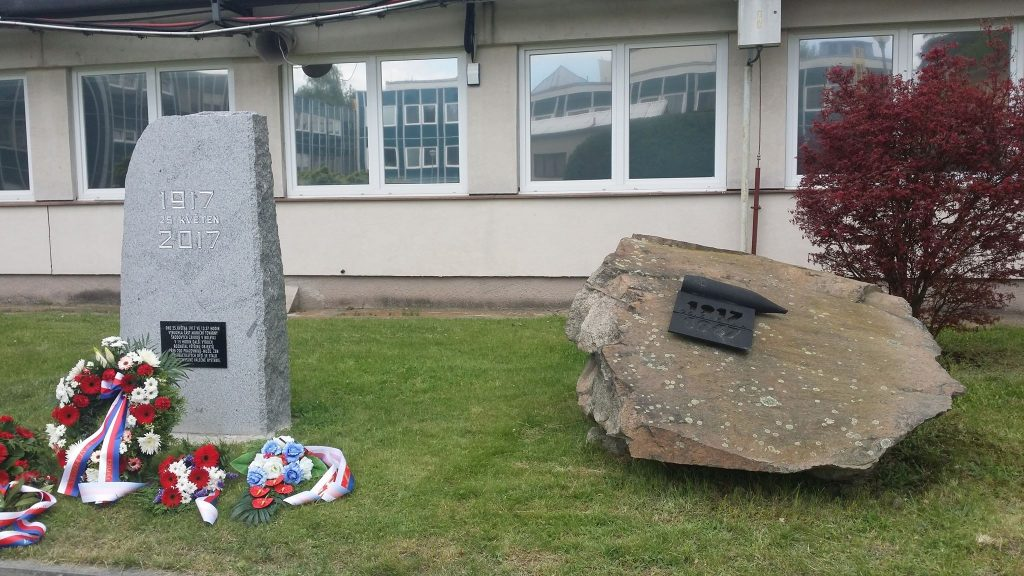
Pomníky výbuchu v areálu podniku Škoda JS z let 1967 a 2017

Sdružení boleveckých rodáků si tragédii každoročně připomíná mší v kapli sv. Vojtěcha u společného hrobu obětí na boleveckém hřbitově. Událost připomíná také (veřejnosti nepřístupný) pomníček přímo na místě výbuchu, v areálu současného podniku Škoda JS. Pochází z roku 1967 a sestává z bronzové plakety připevněné na velkém bloku kamene. Dne 25. května 2017 byl u příležitosti 100. výročí katastrofy v těsném sousedství odhalen nový pomník – žulový blok, na nějž byla připevněna deska, původně stojící samostatně vedle pomníku z roku 1967. Ke stému výročí katastrofy byla též vydána fotografická publikace, přinášející dochované historické snímky.
Bolevecká katastrofa byla také námětem Karlu Čapkovi k napsání románu Krakatit. Spisovatel totiž celou situaci sledoval z oken zámku v Chyši u Žlutic, kde působil jako vychovatel v rodině hraběte Lažanského.
I přes snahy o vyčištění terénu se v současnosti v okolních lesích stále může nacházet nevybuchlá munice, jak ukázal v březnu 2017 nález dělostřeleckého granátu ráže 105 mm.